# Bedford CA
Bedford CA — особливий легкий комерційний транспортний засіб із загнутим носом, який вироблявся між 1952 і 1969 роками компанією Bedford у Лутоні, Англія.

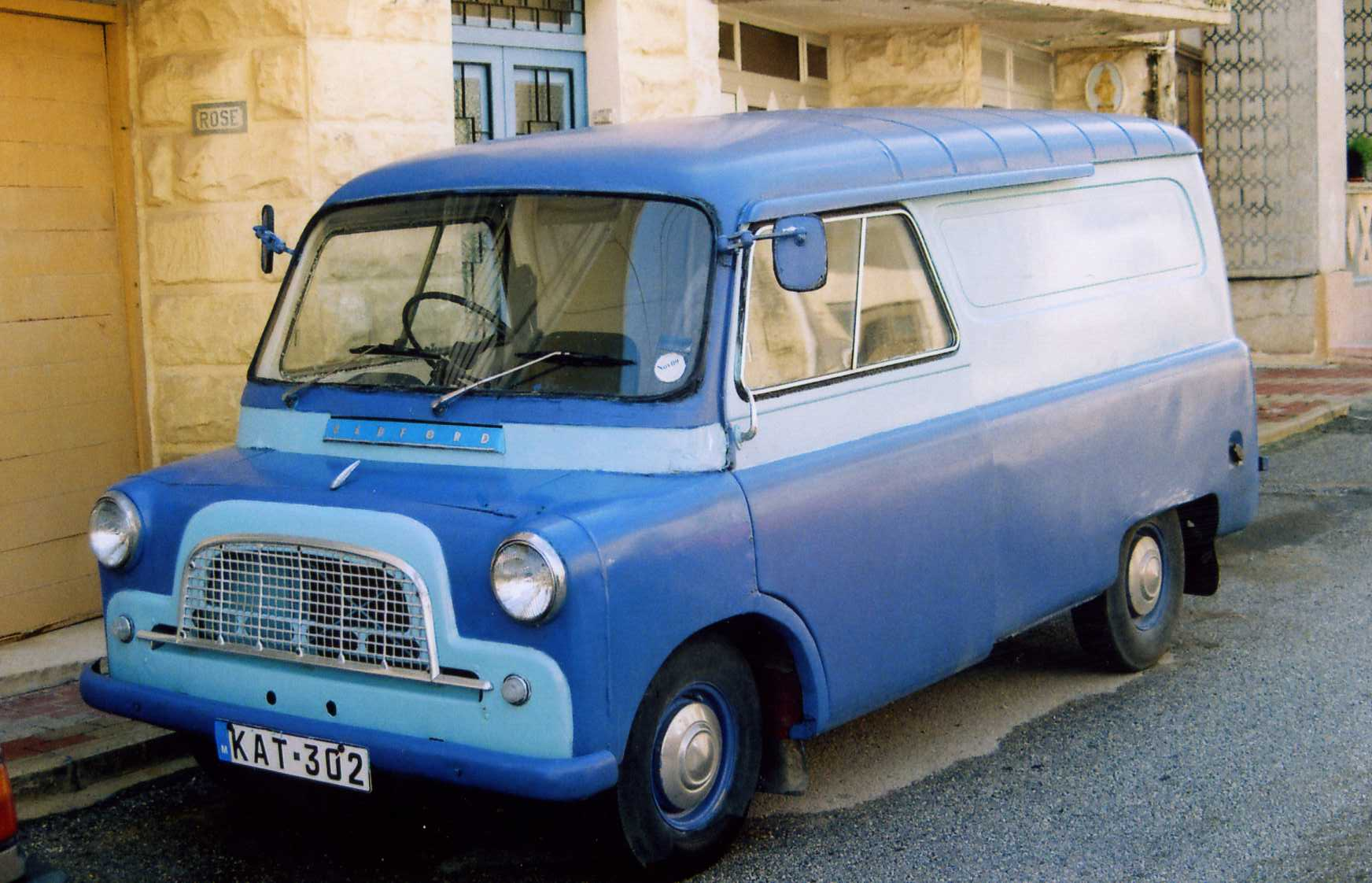
Bedford CA Van

Він виготовлявся у версіях з короткою та довгою колісною базою, кожна з яких була доступна у версіях потужністю 10–12 або 15 cwt. Зазвичай він поставлявся як легкий фургон із розсувними дверима, але також був доступний у вигляді шасі з капотом, на який можна було додати спеціальний кузов.

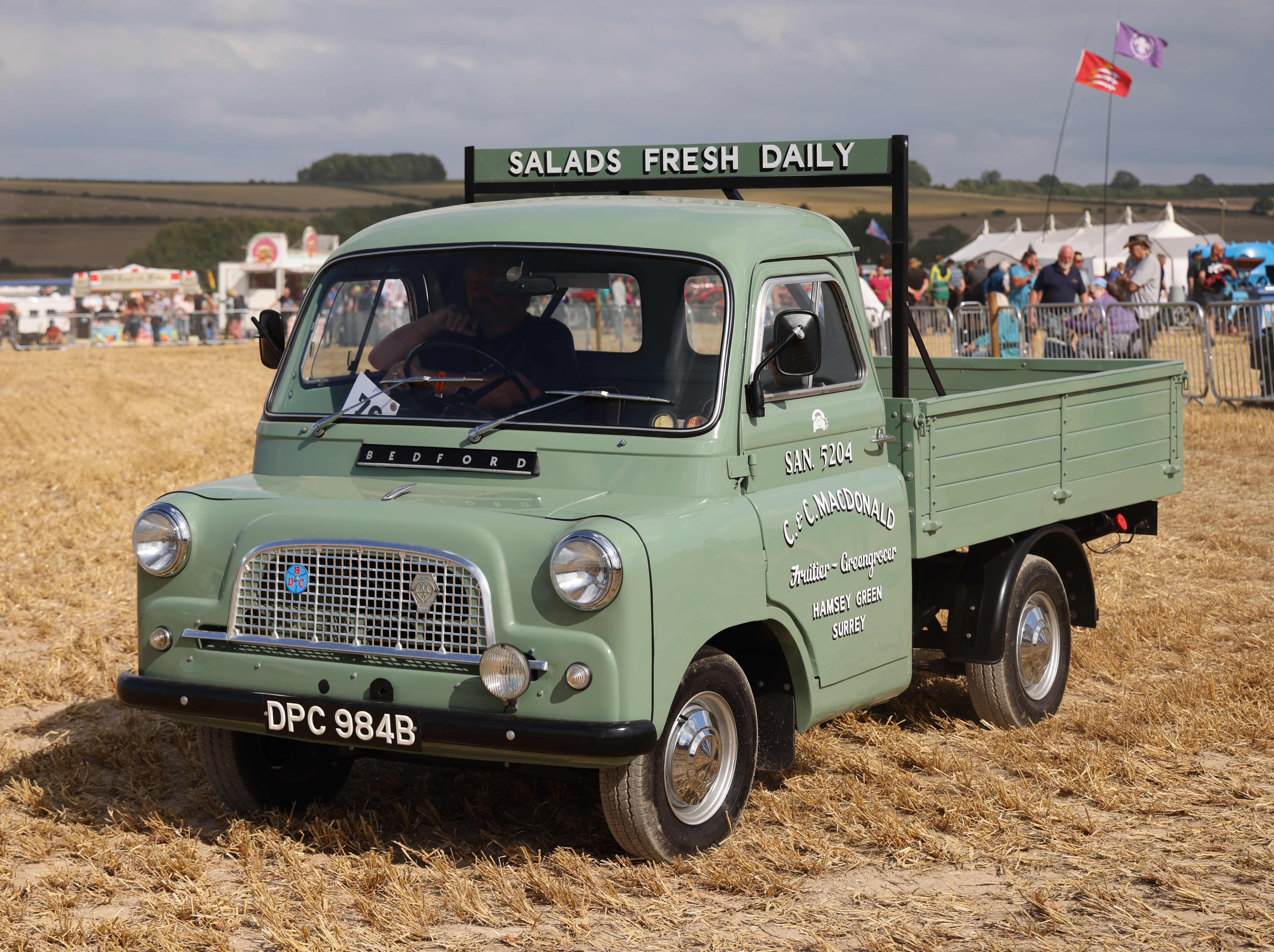
1964 Bedford CA

CA також експортувався до Канади та продавався як Envoy CA, як частина бренду Envoy. За 17 років виробництва було виготовлено 370 000 одиниць.

## Двигуни
- 1.5 L I4 OHV
- 1.6 L I4 OHV